# Lepturges proximus
Lepturges proximus är en skalbaggsart som beskrevs av Julius Melzer 1934. Lepturges proximus ingår i släktet Lepturges och familjen långhorningar.
Artens utbredningsområde är Costa Rica. Inga underarter finns listade i Catalogue of Life.